# Carl-Eric Olin
Carl-Eric Olin, född 15 juni 1902 i Björneborg, död 4 mars 1974 i Helsingfors, var en finländsk bankman och journalist. Han ingick 1928 äktenskap med Agneta Holmberg. 
Olin blev filosofie doktor 1933. Han var lärare vid handelshögskolan vid Åbo Akademi 1928–1938 och samtidigt handelsredaktör vid Åbo Underrättelser till 1933 samt därefter chefredaktör samt verkställande direktör i Åbo Tidnings och Tryckeri Ab. Han var biträdande direktör vid Finlands industriförbund 1938–1942 och förbundets verkställande direktör 1946–1962 samt verkställande direktör i Helsingfors Aktiebank 1944–1946 och 1962–1967. Han utgav Åbo sjöfarts historia I (1927) och den akademiska avhandlingen Trävaruproduktion och trävaruhandel (1933) samt verket Finlands metallindustri och Finlands metallindustriförening 1918–1938 (1938). Han blev ekonomie hedersdoktor 1953.